# Dasybranchus gajolae
Dasybranchus gajolae är en ringmaskart som beskrevs av Eisig 1887. Dasybranchus gajolae ingår i släktet Dasybranchus och familjen Capitellidae. Arten har ej påträffats i Sverige. Inga underarter finns listade i Catalogue of Life.